# Colatitud
En coordenadas esféricas, colatitud es el ángulo complementario de la latitud, es decir la diferencia entre 90° y la latitud. 

## Ejemplo
| Lugar      | Latitud | Colatitud |
| ---------- | ------- | --------- |
| Polo norte | 90°     | 0°        |
| ecuador    | 0°      | 90°       |
| polo sur   | -90°    | 180°      |

## Uso en astronomía
La colatitud es muy usada en astronomía porque se refiere a la distancia cenital de los polos celestes. Esto significa que la colatitud de un lugar de observación equivale al arco subtendido entre el cénit de dicho lugar y el Polo Celeste. Es otra forma de dar la altura en el sistema de coordenadas horizontales ya que, en vez de medir el ángulo desde el horizonte, éste se mide desde el Polo Celeste, mediante el ángulo complementario, o colatitud.
Si se suma la declinación de una estrella a la colatitud del observador, obtenemos la latitud máxima de esta estrella (es decir, al ángulo desde el horizonte en su culminación o tránsito por el semimeridiano superior). 
Las estrellas cuyas declinaciones exceden la colatitud del observador se llaman circumpolares porque nunca desaparecen bajo el horizonte en esa latitud. Si la declinación de un objeto está más al Sur en la esfera celeste que el valor de la colatitud, nunca se podrá ver desde ese lugar.